# Jordyn Brooks
Jordyn W. Brooks (Houston, Texas, 21 de octubre de 1997) más conocido como Jordyn Brooks, es un jugador profesional estadounidense de fútbol americano que se desempeña en la posición de linebacker en Miami Dolphins, equipo de la National Football League (NFL).

## Carrera
Fue seleccionado en la primera ronda en la Reunión Anual de Selección de Jugadores de la NFL de 2020. Hizo su debut profesional con el equipo Seattle Seahawks, donde jugó cuatro temporadas, en 2024 pasó a Miami Dolphins.